# Albuquerque, New Mexico
Albuquerque (pronunție [ˈæl.bə.kɚ.kiː], în spaniolă: [al.βu.ˈkeɾ.ke]; cunoscut ca Bee'eldííldahsinil în limba navajo) este cel mai mare oraș al statului New Mexico al Statelor Unite ale Americii. Este, de asemenea, sediul comitatului Bernalillo, fiind situat în partea centrală a statului, de-a lungul râului Rio Grande.
Populația orașului a fost de 448.607 locuitori, conform recensământului din anul 2000 al United States Census Bureau. Conform estimării intermediare din 2005, populația orașului a crescut la 494.236, iar cea a zonei metropolitane era de 816.811 la 1 iulie 2006. În 2006, Albuquerque a fost cel de-al 33-lea oraș ca populație și cea de-a 61-a zonă metropolitană din Statele Unite. Populația zonei metropolitane Albuquerque include orașul Rio Rancho, unul dintre orașele cu cea mai spectaculoasă rată de creștere a populației dintre orașele Statelor Unite.
Albuquerque este sediul Universității New Mexico, a bazei militare Kirtland, precum și a Laboratoarelor Naționale Sandia, celebrul loc unde primele bombe atomice au fost create, respectiv a Petroglyph National Monument. Lanțul munților Sandia înconjoară orașul în partea sa estică, în timp ce Rio Grande curge prin Albuquerque de la nord la sud.